# 瀛园
31°21′54″N 119°48′48″E / 31.36504°N 119.81347°E
瀛园，前名行园，是江苏省文物保护单位之一，位于中国江苏省宜兴市宜城街道人民南路大众路口。建于清朝乾隆年间。

## 历史
瀛园所占土地本来是两块地产合并而成，分别为谢庭扬的私人住宅、储振家族的“竹荫轩”住宅。这两座私宅曾经在战火中损毁，后来被附近一座城隍庙的香客在清朝乾隆年间买下，并建为园林，用作城隍庙庙园。这座园林原先取名“行园”，取自西晋文人潘岳词赋作品《秋兴赋》中的“体以行和”一句。行园落成后继续得以修筑，到了道光年间已发展至一定规模，被时人形容像是“瀛洲仙境”，故改名为“瀛园”。
1927年以后，瀛园的部分建筑曾经一度用作医院、学堂、招待所等用途。例如，瀛园园内的行和厅曾是当地文人的活动场所，亦被昆曲机构协和会使用；1935年，宜兴青年徐滋联络同学捐款，向县政府提议在行和厅设立公益医院，获批；这座医院其后在中国抗日战争期间遭受破坏，战后重建，最终在1959年迁出瀛园。另外，瀛园在战争时期也是贫民的避难所。
1982年，瀛园列入宜兴市文物保护单位（县级）。瀛园在同年进行重建，两年后完工开放。2011年12月19日，瀛园列入第七批江苏省文物保护单位。瀛园被中国民族建筑研究会视为宜兴市内保存得最为完好的古典园林。

## 园林设计
瀛园坐北朝南，占地面积为2038平方米，建筑面积为363平方米，呈江南园林风格，是苏州香山帮师傅营造的众多园林之一。园内设有楼阁、小亭、桥梁等各种建筑，结构严谨。园内亦种有各式各样的草木，其中以松树、柏树、桂树为主，也有朴树、石榴树、桃树、女桢、白兰、杜鹃花、绣球花等，不少树木都是树龄200年以上的古树。
瀛园大门采用府邸墙门格局，上方有篆刻家潘稚亮题写的篆书门额。荷花池为瀛园中心，池边种植桃树，东西两侧为曲廊。行和厅建于荷花池北边，三开间面阔10.85米，进深8架11米，前后翻轩，双檐翘角，为瀛园主体建筑，过往被视为让神明避暑的“避暑厅”。行和厅的北面还有一座后园，东西侧建有小房。逸兴遄飞阁建于荷花池西边，可让访客饱览瀛园所有景色，阁额由知名画家徐达章题写。竹荫轩建于荷花池南边，是一座水榭，由储振家族为纪念三名子孙科举接连报捷而建，旁边有黄石假山屏障。竹荫轩西面、瀛园西南角落筑有望来亭，为纪念明朝万历年间贤吏刘永基而建。